# Brycon pesu
Brycon pesu y  Holobrycon pesu es una especie de pez de la familia Characidae en el orden de los Characiformes.

## Morfología
Los machos pueden llegar alcanzar los 12 cm de longitud total.
La especie Holobrycon pesu es afamada por su excelente carne y recibe diversos nombres, predominando el de yatoarana en la cuenca del Amazonas y el de palambra en la Orinoquia.

## Hábitat
Vive en zonas de clima tropical.

## Alimentación
Come  plantas y animales.

## Distribución geográfica
Se encuentran en Sudamérica:  cuencas de los ríos  Amazonas y Orinoco, y ríos de Guayana, Surinam y la Guayana Francesa.

## Costumbres
Es una especie gregaria.